# Навираи
Навираи (порт. Naviraí) — муниципалитет в Бразилии, входит в штат Мату-Гросу-ду-Сул. Составная часть мезорегиона Юго-запад штата Мату-Гроссу-ду-Сул. Входит в экономико-статистический микрорегион Игуатеми. Население составляет 43 404 человека на 2007 год. Занимает площадь 3193,839 км². Плотность населения — 13,6 чел./км².

## История
Город основан 11 ноября 1963 года.

## Статистика
- Валовой внутренний продукт на 2005 год составляет 407 941 000,00 реалов (данные: Бразильский институт географии и статистики).
- Валовой внутренний продукт на душу населения на 2005 год составляет 10 094,00 реала (данные: Бразильский институт географии и статистики).
- Индекс развития человеческого потенциала на 2000 год составляет 0,751 (данные: Программа развития ООН).

## География
Климат местности: горный тропический.

## Спорт
В городе базируется футбольный клуб Навирайенсе.